# Vila Kosmos
Vila Kosmos é um bairro da Zona da Leopoldina, região histórica na Zona Norte do município do Rio de Janeiro.  
É um bairro integrante da Subprefeitura da Zona Norte e da Região Administrativa de Irajá. Seus bairros vizinhos são: Engenho da Rainha, Penha Circular, Vicente de Carvalho, Vila da Penha e Tomás Coelho.
O bairro conta com diversos serviços, tais como: shoppings; hipermercados; cinemas; clubes recreativos; vários cursos de idiomas e um dos melhores colégios do Rio de Janeiro: o tradicional "Pio XII", há mais de 50 anos em atividade.[carece de fontes?]
No bairro, há também proximidade de acesso à linha de metrô (estação Vicente de Carvalho) e também com duas estações do corredor Transcarioca de BRT (Estação Vicente de Carvalho (BRT) e Estação Vila Kosmos).
O bairro de Vila Kosmos não deve ser confundido com Cosmos, um bairro da Zona Oeste do Rio.

## História

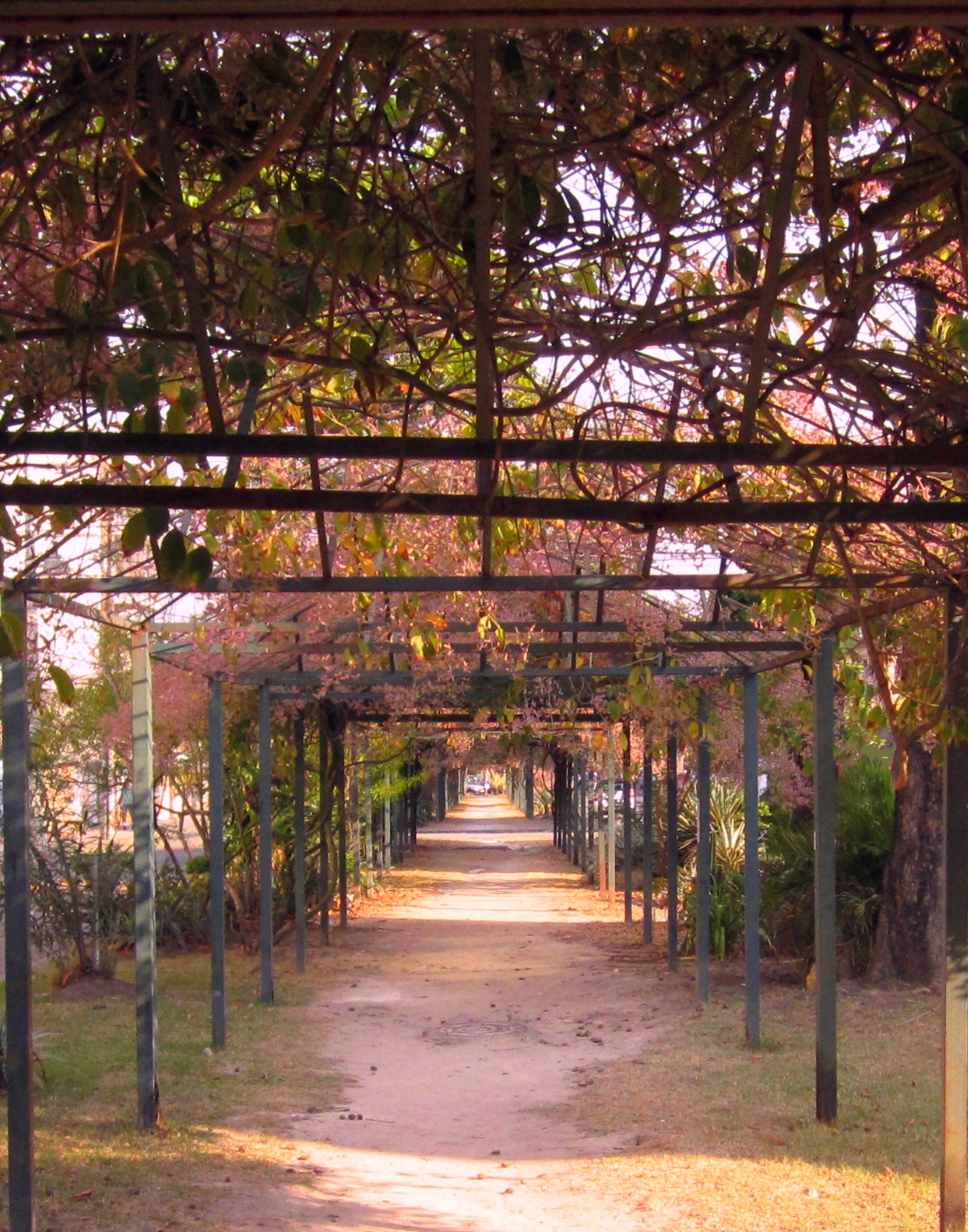
Canteiro central da Rua Aiera.

No início do século XX houve uma enorme valorização do espaço urbano do Centro da cidade, o que encareceu aluguéis e diminuiu a oferta de moradias naquela região; dessa forma, populações de baixa renda foram "expulsas" do Centro e empurradas para a periferia da cidade. Surgiram então novas linhas de trem, estimulando o deslocamento das populações; ao longo das ferrovias, principalmente em torno das estações, formaram-se novos núcleos populacionais, como o de Vicente de Carvalho.
Aos poucos ruas secundárias e perpendiculares à Estrada de Ferro Rio d'Ouro (que, décadas depois seria utilizada como parte da linha 2 do Metrô do Rio de Janeiro foram sendo abertas pelos proprietários de terras ou pequenas companhias loteadoras.
Em 1926 ocorreu a abertura da Avenida Automóvel Clube (atual avenida Pastor Martin Luther King Jr.), promovendo novo impulso ao "processo" de urbanização da região, estimulando e atraindo novos investimento e investidores.
O terreno onde hoje se encontra o hipermercado Atacadão era propriedade da 'Sociedade Anônymma Hielpert' desde o início da década de 1920 (em torno de 1922/23), uma 'fundição', grupo alemão que veio à falência; as instalações construídas por essa 'Sociedade' foram adquiridas da 'massa falida' por Guilherme Guinle em 1927; esse empresário bem sucedido, posteriormente, revendeu a parte não construída à Cia. Imobiliária Kosmos em 1928, para erguer a Vila Florença (cujo nome era do 'empreendimento imobiliário', nunca tendo sido oficialmente a denominação do bairro a contrário do que muitos pensam); hoje, Vila Kosmos, é nome oficial desde 23 de Julho de 1981, através de Decreto Municipal que reconheceu outros bairros na Capital fluminense; o território da Vila Kosmos, desde o referido Decreto, passou a abranger o "Conjunto do Ipase" e o logradouro do "Jardim do Saco". O terreno da extinta 'Hielpert', posteriormente foi ocupado por outros empreendimentos, na seguinte ordem: Standard Elétrica (que depois ocupou o terreno onde hoje situa-se o atual Carioca Shopping), Fábrica de paraquedas Switlick do Brasil, Ultragaz, União Mesbla, Carrefour e, mais recente, o Atacadão.
O escritório da Imobiliária Kosmos ficava na rua Pirineus, onde atualmente há uma Igreja Adventista; ali, funcionou também a primeira sala de aula do Externato Pio XII (hoje, Escola Pio XII), que depois transferiu -se para a Avenida Meriti 269.
Vila Kosmos é um bairro pequeno e por isso tem um ar provinciano e grande parte das famílias ocuparam a região a partir da construção das primeiras casas nos fins da década de 1930. Conforme linhas acima,a princípio chamar-se-ia 'Vila Florença' (o nome do empreendimento imobiliário, da Cia. Imobiliária Kosmos), mas por causa do nome da construtora (Kosmos Engenharia), ganhou o nome de forma popular; em 23 de julho de 1981 o que chamava-se na prática passou a ser oficial, deixando também de ser parte territorial do bairro de Vicente de Carvalho, e passando a ser um bairro autônomo.
Em 1940, aproximadamente, a Cia. Imobiliária Kosmos começou a aterrar os alagadiços, a pavimentar, abrir ruas, e canalizar água, no novo loteamento.
A partir do final dos anos 1950, empresas e fábricas foram se instalando gradativamente na região, atraídas pela oferta de mão de obra e melhoria dos transportes;  este fato acabou provocando um efeito multiplicador na geração de empregos em outros setores, estimulando o crescimento econômico do bairro; chegaram diversas fábricas no entorno como a Torrefação Tamoio, a Brasividro, Bausch & Lomb, Floresdama, Eletromar, depósitos da Ultragás, União Mesbla etc, porém, dentre estas, a mais significativa foi a empresa multinacional 'Standard Electric', que, primeiramente, foi instalada onde funcionou a 'Hielpert'; ocupou tempos depois a área do atual Carioca Shopping e  chegou a ter de 4.000 a 7.000 funcionários.
Algumas casas do bairro ainda "resistem" e preservam um aspecto de vila; muitas residências demoraram ter garagens, pois nas décadas de 1950 e 1960 o automóvel não era acessível à maioria da população. Não é incomum encontrar moradores com 40, 50, 60 anos ou mais, que não querem morar em outro local, pois que aprazível é o bairro.